# 泰米内特
泰米内特（法語：Théminettes，法語發音：[teminɛt]）是法国洛特省的一个市镇，属于菲雅克区。

## 地理
泰米内特（44°42'47"N, 1°51'9"E）面积8.71 平方千米，位于法国奧克西塔尼大區洛特省，该省份为法国西南部内陆省份，北起顺时针与科雷兹省、康塔爾省、阿韦龙省、塔恩-加龙省、洛特-加龍省和多尔多涅省接壤。
与泰米内特接壤的市镇（或旧市镇、城区）包括：吕代勒、吕埃尔、圣西蒙、索纳克、泰米讷。

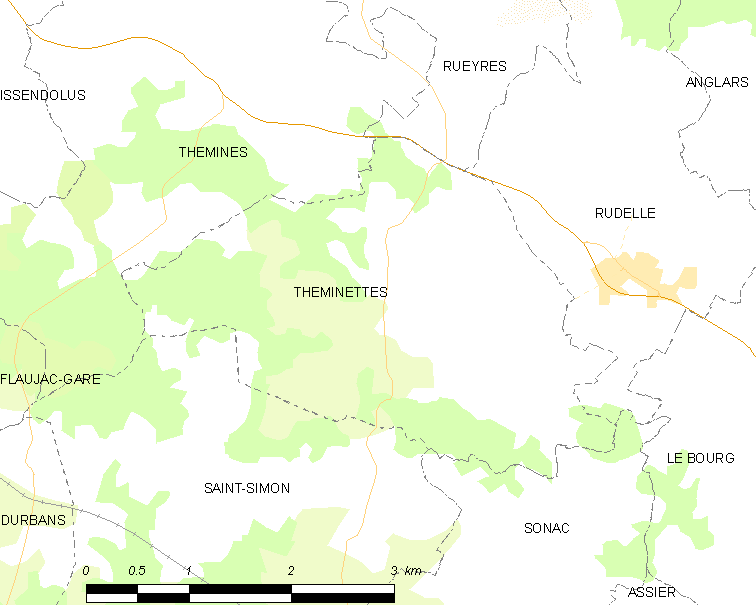
泰米内特的OSM定位图

泰米内特的时区为UTC+01:00、UTC+02:00（夏令时）。

## 行政
泰米内特的邮政编码为46120，INSEE市镇编码为46319。

## 政治
泰米内特所属的省级选区为拉卡佩勒马里瓦勒县。

## 人口

1962-2008年间泰米内特人口变化图示

泰米内特于2022年1月1日时的人口数量为182人。